# Крусейдерз (регбійний клуб)
Крусейдерз (англ. The Crusaders), офіційно BNZ Crusaders, раніше Кантербері Крусейдерз — професійний регбійний клуб, що виступає в лізі Супер Регбі, представляючи Південний острів Нової Зеландії, дев'ятиразовий чемпіон Супер Регбі.
Клуб базується в місті Крайстчерч, район Кентербері, і є представником регбійних провінцій Буллер, Кентербері, Мід-Кентербері, Південна Кентербері, Тасман та Вест-Коуст.

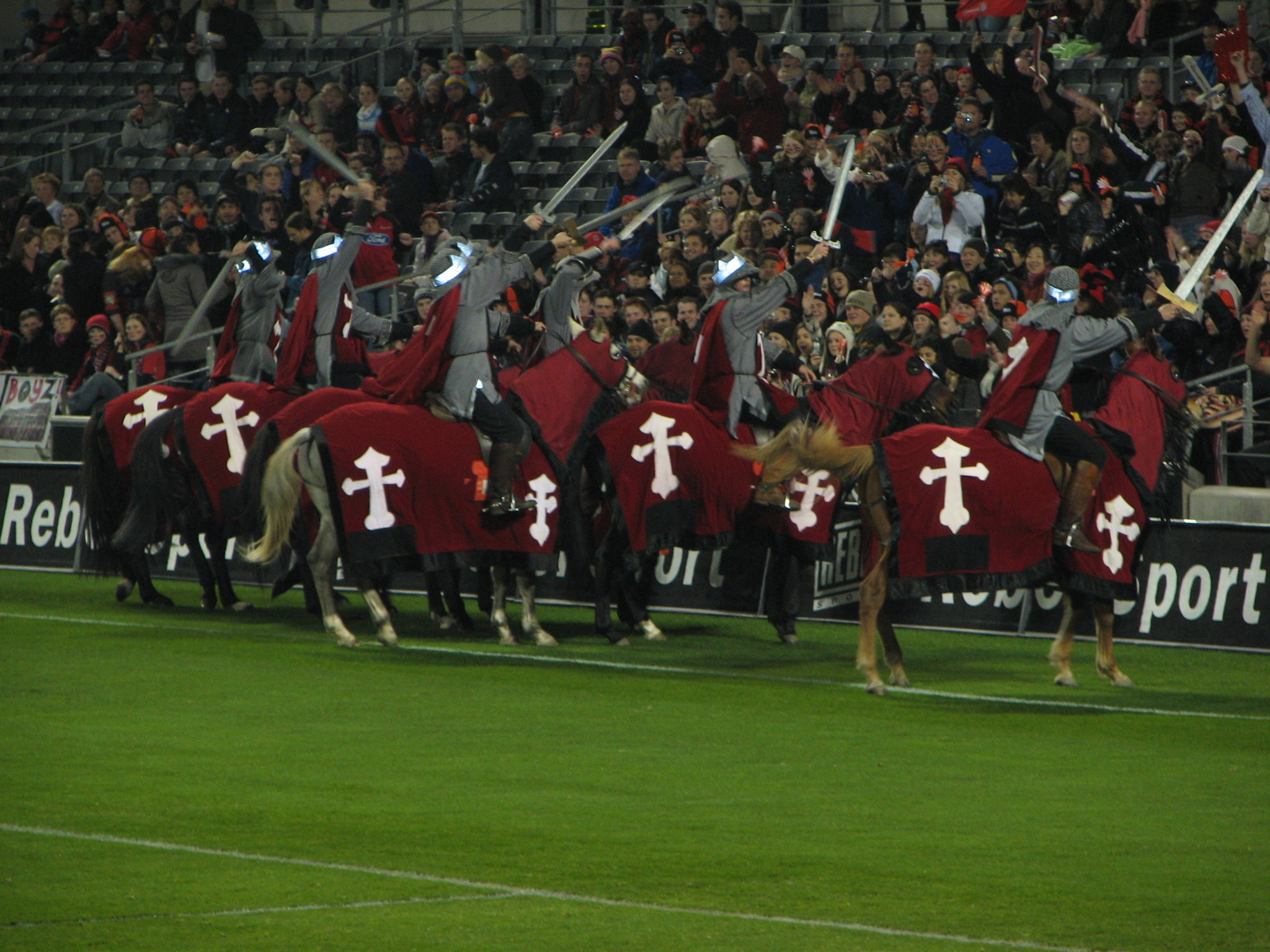
Перед домашніми матчами на поле виїздять стилізовані під хрестоносців вершники

Команду було засновано 1996 року для виступів у новій лізі Супер-10, спадкоємцем якої є Супер Регбі. Назву Crusaders для команди обрали, щоб відобразити бойовий дух регбі в Кентербері
. Крайстчерч заснували емігранти з Англії, і його часто називають найбільш англійським містом за межами самої Англії. Клуб взяв собі традиційні спортивні червоно-чорні кольори регіону Кентербері.